# 光男企業
光男企業，為臺灣一家已結業的品牌運動器材公司，1969年成立，創立者羅光男。

## 概要
1960年代，時值臺灣農業與工業交替發展時期，剛自軍中退伍未久的羅光男，因家族事業的激勵，而自行於1969年創業。起初製造及銷售各羽球球拍，而後發展製造成網球拍、壁球拍等各類運動球拍。並於1978年創立自有品牌「肯尼士」（Kennex、PRO KENNEX）外銷世界。1987年申請股票上市。

## 風光到谷底
由於球拍外銷世界的成功，讓光男企業成為家喻戶曉的品牌，使得羅光男認為光男企業可以多元化經營，因而開始經營起證券公司、電腦公司、建設公司等，並一度有意成立商業銀行。1980年代，適逢台灣經濟起飛，光男企業也成為受惠者，當時許多銀行樂觀認為光男企業的發展可期、不會有倒閉的問題，因而願意主動借款給光男企業。唯好景不常，1990年，時任財政部部長郭婉容宣布課徵證券交易稅，股市大幅跌落，光男股票也跟著跌到市值新臺幣20多元，瞬間爆發財務危機，造成關係企業相繼倒閉。1997年，光男企業宣佈股票停牌，之後宣布重整。2000年，光男企業因重整失敗而宣布倒閉，並將其商標轉賣他人。

## 倒閉的導火線
由於羅光男的樂觀，誤判公司的經營，多角化的事業導致原本的品牌運動器材事業逐漸荒廢，且因擴張太快，財務出現問題，來不及反應而導致問題接踵而來。現今許多的實務，都把此事件做為教材，提醒經營者應審慎思維，不應為增加利益而多角化事業經營。

## 有關公司
- 艾鉅電腦股份有限公司：自有電腦品牌，後於海外成立工廠生產零件。
- 肯尼士大飯店：位於臺灣臺中市豐原區，後轉移經營權更名豐辰大飯店，現為五都大飯店。
- 東武建設股份有限公司
- 東武證券股份有限公司：1993年被建弘證券（現永豐金證券）購併。
- 太陽商業銀行

## 相關資料
- 2009年3月：【遠見雜誌】前光男企業董事長 羅光男 過去的成功經驗，導致對未來太樂觀（页面存档备份，存于）